# Josef Damánski
Josef Damánski (Lemberg, 22 november 1858 – Theresienstadt, 4 november 1942) was een Oostenrijks schrijver over muziek en tolk. Het verhaal gaat dat hij vanuit achttien talen kon vertalen.
Damánski was gehuwd met Anna Galina Faush (14 augustus 1866 – 3 maart 1938) en woonde samen met haar voor langere tijd in Leipzig. Zij kregen voor zover bekend één zoon, die op twintigjarige leeftijd overleed, midden in de Eerste Wereldoorlog. Damánski werd als Jood op 19 september 1942 op transport naar concentratiekamp/vernietigingskamp Theresienstadt gezet, waar hij binnen twee maanden overleed.
Damánski schreef een boekwerk over dirigenten in het culturele leven van Oostenrijk-Hongarije getiteld Die Militärkapellmeister Östenreich-Ungarns, dat in diverse landen werd uitgegeven in de jaren 1903-1904. Er verscheen voorts een Pools-Duits Woordenboek van hem.
Onder de pseudoniemen J. Diamand, Jos. Diamand en Josef Diamand verscheen een hele reeks composities van hem. Zijn opus nr. 1 Grüss aus Lemberg zou in 1882 verschenen zijn, zijn laatste opus 190 Alexander-Sophie Marsch in 1892. Zijn Victoriagalop voor piano uit 1888 is opgedragen aan kroonprinses Victoria van Saksen-Coburg en Gotha, vrouw van Frederik III van Pruisen. De Bulgarischer Parade-marsch was opgedragen aan Ferdinand I van Bulgarije.
Werklijst (verre van compleet):
- opus 1: Grüss an Lemberg (Lemberg is het huidige Lviv)
- opus 2: Liebestraum
- opus 4: Angra Pequena (galopp)
- opus 5: Was ist das Schönste wol an Ihr
- opus 7: Gasteiner Kaiserentrevuen (polka Française)
- opus 8: Königs-walzer (ter gelegenheid van 25-jarig jubileum van Wilhelm I van Duitsland)
- opus 9: Souvenir de Sempach
- opus 11: Auf beide Beinen
- opus 14: Boulanger-galopp
- opus 15: D’Schultzenlis kommt
- opus 20: Valse brillante
- opus 21: Victoria-Galopp (ook uitgegeven in Noorwegen)
- opus 25: Ruhe sanft! (treurmars voor de net overleden Frederik III van Pruisen) (1888)
- opus 28: Grüss aus Salzbrunn
- opus 35: Hoch Gottingen!
- opus 43: Liebeszauber (gavotte)
- opus 44: Dem Hause Wetting
- opus 46: Treurmars voor de overleden Rudolf van Oostenrijk
- opus 47: Es war nur ein Kuss, ein süsser Kuss!
- opus 50: Warum küsst man? (polka Française)
- opus 52: Jubelmarsch voor het 25-jarig regeringsjubileum van Karel I van Württemberg (1889)
- opus 56: Hochzeitsmarsch voor piano opgedragen aan Constantijn I van Griekenland en Sophie van Pruisen
- opus 115: Bulgarischer Parade-marsch
- opus 127: Macedonischer marsch
- opus 142: Hochzeitklänge (opgedragen aan Marie Valerie van Oostenrijk en Frans Salvator van Oostenrijk) (1890)
- opus 170: Carnot-marsch
- opus 190: Alexander Sophie-marsch

- Bibsys: 13001237
- Gemeinsame Normdatei: 1024868478
- International Standard Name Identifier: 0000 0003 7671 3886
- Virtual International Authority File: 253713082
- WorldCat: E39PBJqfG8qDqvD93YB4jhGGpP